# DSA-273
La DSA-273 es una carretera perteneciente a la Red Secundaria de la Diputación Provincial de Salamanca que une la  DSA-270  con la localidad de Madroñal.

## Origen y Destino
La carretera  DSA-273  tiene su origen en Madroñal en la intersección con la carretera  DSA-270 , y termina en el casco urbano de Madroñal, formando parte de la Red de carreteras de Salamanca.